# 基里瓜遺址
基里瓜遺址（西班牙語發音：[kiɾiˈɣwa]）是位於瓜地馬拉東南部伊薩瓦爾省的古馬雅遺跡。它沿莫塔瓜河下游、占地約3平方公里（1.2平方英里），屬於中型遺址，其中禮儀中心位在距北岸1公里（0.6英里）處。馬雅古典時期（公元200年–900年）時，基里瓜坐落於幾條重要貿易路線的交點。遺址的衛城內建有200座建築、約始於公元550年，八世紀時開始興建大型建築。所有工程在約公元850年停止動工，僅在後古典時代初期（約公元900年–約公元1200年）短暫復工。基里瓜遺址和鄰近的古典時期城市科潘擁有相同的建築與雕塑風格，歷史發展也緊密相依。
基里瓜在8世纪的快速发展与其统治者考阿克天於738年战胜科潘有关。科潘统治者十八兔王败於基里瓜并被抓获，在基里瓜的大广场被献祭。在这之前，基里瓜曾是科潘的附庸国，但後来基里瓜维持了自己的独立地位。基里瓜的仪式建筑物并不多，但基里瓜的建筑物十分丰富，在基里瓜有新大陆里最高的纪念性建筑物。

## 地名与地理位置

玛雅南部地区地图，图中显示了基里瓜（Quiriguá）和科潘（Copán）的所在位置

莫塔瓜河上的基里瓜的位置，与玉石的交易线有关

基里瓜遗址以隣近的同名村庄为名命名， 它位於瓜地馬拉市东北方向的约200km处； 它位於伊薩瓦爾省洛斯阿馬特斯市内超过平均海拔75m的地方。
基里瓜位於莫塔瓜河低处的北部河岸，也是山谷扩为河漫滩的地方，这也让基里瓜数个世纪来饱受周期性洪灾的困扰。尽管在基里瓜的占领期内河流一直在靠近此处，但它也自此改变了流向，流至离仪式中心南部1km的位置。基里瓜位於科潘北部48km处并现今位于瓜地马拉与洪都拉斯间国境的西北方向15.7km处。
基里瓜当地的基岩是硬红的砂岩，当地居民用此来建造纪念碑和其他建筑物。这种砂岩十分坚硬，且不易断裂或破裂，这使得基里瓜的雕刻者们可以建立起美洲最高的独立式石建筑物。基里瓜是在莫塔瓜断层上被直接建造起来的，它也因此在古时受到大地震的袭击。

## 人口
尽管基里瓜的精英阶层明显为玛雅人，但由于它位于中部美洲地区的边缘地带，所以基里瓜人至少也是两种种族的混血人群，玛雅人为少数族群。大多数当地人在种族上属于不那么复杂的中间地带（位于中部美洲的东部边境）。据估算，基里瓜中心地带的人口密度在後经典期为400人至500人每平方千米，人口密度在最高峰时达到1200–1600人每平方千米；据调查，基里瓜当地平均每平方千米有130座建筑物，而科潘的中心部则是每平方千米有1449座建筑物。较低的人口密度也暗示着基里瓜是一个分散农村人口的聚集点。
在738年发生的那场成功的叛变之後，基里瓜谷的人口快速增长，然基里瓜从未能成为一个人口众多的城邦。在9世纪发生了严重的人口减少，城邦也最终遭到废弃。

## 已知的统治者
| 名字（或绰号）                      | 统治年代      | 顺序 |
| ----------------------------------- | ------------- | ---- |
| "Tok Casper"                        | 426–?         | 1    |
| Tutuum Yohl K'inich                 | 约455         | ?    |
| "3号统治者" ("Turtle Shell")        | 约480         | ?    |
| "4号统治者" ("Basket Skull")        | ?–?           | 3?   |
| Mih Toh                             | 493–          | 4?   |
| K'awiil Yopaat ("5号统治者")        | 约653         | ?    |
| 卡克·蒂利乌·钱·约帕特 ("考亚克-天") | 724–785       | 14   |
| "天-舒尔"                           | 785 –约795    | 15   |
| "玉石-天"                           | 约800 – 约810 | 17?  |

## 腳註
1. ↑  Looper, 2003, pp.122, 140, 146.
2. ↑  Ashmore 1980, p.24.
3. 1 2  Sharer & Traxler 2006, p.352.
4. ↑  Miller 1999, p.49.
5. ↑  Looper 2003, pp.4–5, 83.
6. 1 2  Coe 1999, p.121.
7. ↑  Looper 2003, viii.
8. ↑  Stross et al. 1983, p.333.
9. ↑  Inforpress.
10. 1 2 3  Looper 2003, p.1.
11. ↑  Looper 2003, p.35.
12. ↑  Miller 1999, p.82.
13. ↑  Sharer & Traxler 2006, p.507.
14. ↑  Looper 1999, p.264.
15. 1 2  Sheets 2000, p.442.
16. ↑  Drew 1999, p.344.
17. ↑  Sharer & Traxler 2006, p.688.
18. ↑  Sharer & Traxler 2006, p.686.
19. ↑  Martin & Grube 2000, p.219.
20. ↑  据Looper 2003, p.205.
21. 1 2 3  Martin & Grube 2000, p.216.
22. 1 2 3 4  Looper 2003, pp. 205–209.
23. 1 2 3  Martin & Grube 2000, p.218.

## 外部連結
- 官方網站（西班牙語）
- 神秘的基里瓜遺址
- 基里瓜石碑照片 （页面存档备份，存于）
- 歷史與照片集
- 基里瓜遺址重點地圖 （页面存档备份，存于）
- 獸形作品 P 照片（攝於1883年） 於FAMSI
- 基里瓜遺址 於 聯合國教科文組織世界遺產列表 （页面存档备份，存于）
- 基里瓜遺址：馬雅的石頭遺產

15°16′10″N 89°02′25″W / 15.26944°N 89.04028°W